# バイカウツギ
バイカウツギ (梅花空木、学名: Philadelphus satsumi) とはアジサイ科バイカウツギ属の落葉低木。別名サツマウツギ。山地や丘陵の林内に生え、庭木にもされる。
和名の由来はウメに似た花を咲かせることから、「梅花」（ばいか）の名がある。ライラック（学名: Syringa vulgaris）と混同されていた時期があり、共に牧神パンの笛という意味の言葉 Syrinx に由来するシリンガという名前で呼ばれ、一つの属にくくられていた。

## 種別
バイカウツギ Philadelphus satsumi は日本の在来種で、セイヨウバイカウツギ（Philadelphus coronarius、トルコ・コーカサス原産、外来種として欧米に分布）は別種である。

## 特徴
落葉広葉樹の低木で、高さは1 - 3メートルになる。樹皮は灰褐色から茶褐色で、リボン状に縦に剥がれ落ちる。若い樹皮は灰褐色で縦に筋が入る。若枝は赤褐色をしている。
花期は5 - 6月頃。葉は枝に対生し、葉身の長さは5 - 10センチメートルほどあり、5本の葉脈が目立つ。葉をもむとキュウリの匂いがする。小枝の先から総状花序を出して、直径3センチメートルほどの4弁の白い花を5 - 10個つけて咲かせる。果実は9 - 10月に灰緑色に熟す。冬芽は隠芽で葉痕に隠れて見えない。葉痕は三角形で白っぽい色をしており、維管束痕が3個つき、中に冬芽があるため中央が隆起する。春になると、葉痕の表面が裂けて芽吹き始める。

## 分布
日本では本州（青森県深浦町以南）、四国、九州に分布する。丘陵や山地の林内に自生するが、庭木にもなり、園芸植物として世界中で栽培されている。
1562年、神聖ローマ帝国の使者オージェ・ギスラン・ド・ブスベックがトルコから P. coronarius を持ち帰りヨーロッパに紹介した。そののち南欧で栽培がされており、英国のジョン・ジェラードの記述（『Herball』、1597年）に、庭で大量に栽培していたという記述があるなど、ヨーロッパには早くから帰化した。原産地は、そのトルコすなわち小アジアとも考えられてはいたが、近年の学術書によれば、これは中近東あたりの原産である。
マキシモヴィッチ (1867年)は、バイカウツギ属の房状花序のものは、どこの産出だろうと（ヨーロッパ、コーカサス、ヒマラヤ、東シベリア、中国東北部、日本、北米産も含め）、セイヨウバイカウツギ P. coronarius 種の品種とみなした。原産地がどこなのかは、上述したように諸説あり、あるいは原産地不詳だと北村四郎は述べている。
ただしマキシモヴィッチは、ヨーロッパのものは日本のバイカウツギが渡来したものと考え、北村もこの渡来説には同調している。

## 用途

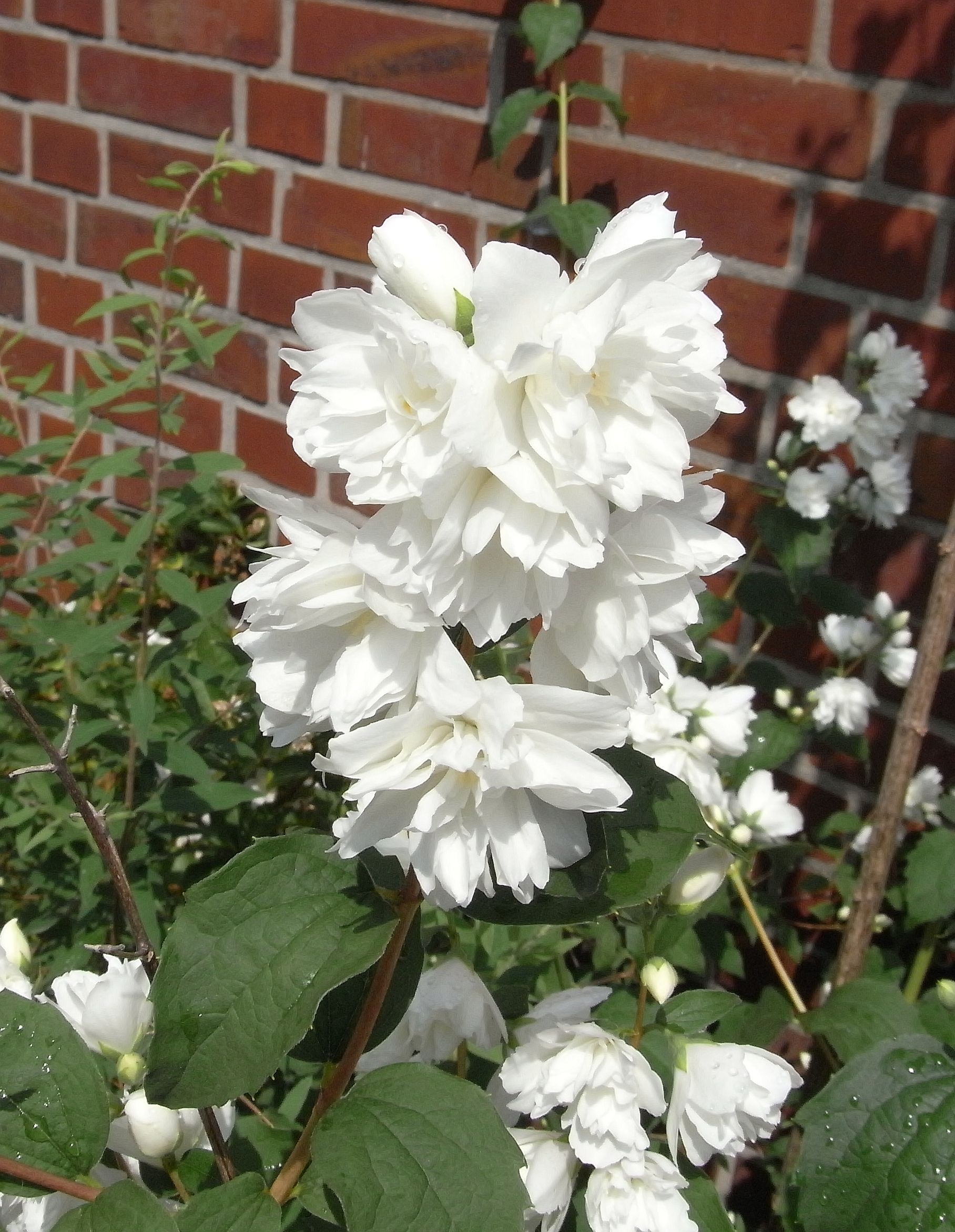
八重咲き

芳香のある美しい花が咲くことから、鑑賞用に植栽され花は香水の材料として採用される。園芸植物としては匂いが特色とされ、品種の改良はあまり進展しなかった。
ライラックとバイカウツギが同じ16世紀頃にヨーロッパに輸入され、ともに Syringa と長らく同じ名で呼ばれて混同が生じたが、Syringa の原義は「葦笛」や「パイプ」であって、そもそもトルコでは、茎が中空になるこの二つの属の灌木が、パイプ製造の原料にされていたことに由来するという。
花の匂いをかぐことによって酩酊したような気分になる人もいる。ジェラードはバイカウツギの匂いの為に眠れなかったことがあると述懐している。またE・A・ボウルズによって花粉症の原因となることが指摘されている。